# The Chocolate Soldier
The Chocolate Soldier (bra O Soldado de Chocolate) é um filme norte-americano de 1941, do gênero comédia musical, dirigido por Roy Del Ruth e estrelado por Nelson Eddy e Risë Stevens.